# David Kiptanui
David Chepkwony Kiptanui (29 december 1978) is een Keniaanse langeafstandsloper, die zich in de marathon gespecialiseerd heeft.

## Loopbaan
Kiptanui won de marathon van Istanboel tweemaal, in 2002 en 2004 en was in 2006 eveneens de snelste in de marathon van Hannover in een tijd van 2:14.12.

## Persoonlijk record
| Onderdeel | Prestatie | Datum           | Plaats |
| --------- | --------- | --------------- | ------ |
| marathon  | 2:12.30   | 16 oktober 2005 | Carpi  |

## Palmares

### 10 Eng. mijl
- 2002:  Dieci Miglia del Garda - 49.03

### halve marathon
- 2004:  halve marathon van Florence - 1:04.50
- 2013:  halve marathon van Bangkok - 1:09.49
- 2013: 4e halve marathon van Kuala Lumpur - 1:08.43
- 2015: 4e halve marathon van Dallas - 1:08.49

### marathon
- 2001: 9e marathon van Istanboel - 2:28.01
- 2002:  marathon van Istanboel - 2:18.42
- 2003: 19e marathon van Pyongyang - 2:24.29
- 2003: 10e marathon van Istanboel - 2:21.39
- 2004:  marathon van Istanboel - 2:18.19
- 2005: 20e marathon van Istanboel - 2:25.42
- 2006:  marathon van Hannover - 2:14.13
- 2006: 5e marathon van Odense - 2:23.02
- 2006: 12e marathon van Istanboel - 2:16.56
- 2006: 6e marathon van Singapore - 2:19.02
- 2007: 19e marathon van Hamburg - 2:16.28
- 2007: 6e marathon van Mont Saint Michel - 2:25.00
- 2007: 23e marathon van Istanboel - 2:17.27
- 2008: 6e marathon van Thessaloniki - 2:16.59
- 2008:  marathon van Carpi - 2:10.57
- 2009: 5e marathon van Trieste - 2:17.36
- 2009:  marathon van Buenos Aires - 2:14.12,3
- 2011: 7e marathon van Lens - 2:21.59
- 2013: 4e marathon van Vientiane - 2:31.09
- 2014: 6e marathon van Nairobi - 2:15.07
- 2015: 9e marathon van Des Moines - 2:36.16
- 2015:  marathon van College Station - 2:25.44
- 2016: 5e marathon van Carlsbad - 2:29.58
- 2016:  marathon van Fort Worth - 2:28.29